# Trustin Farrugia Cann
Trustin Farrugia Cann (Birżebbuġa, 17 april 1974) is een Maltees voetbalscheidsrechter. Hij werd vanaf 2016 opgenomen door FIFA en UEFA en fluit sindsdien internationale wedstrijden. Hij floot in 2015 één wedstrijd in de Virslīga en leidt ook wedstrijden in de UEFA Youth League.
Op 28 juni 2016 maakte Farrugia Cann zijn debuut in Europees verband tijdens een wedstrijd tussen The New Saints FC en SP Tre Penne in de voorrondes van de UEFA Champions League. De wedstrijd eindigde op 2–1.
Zijn eerste interland floot hij op 25 maart 2018, toen Gibraltar met 1–0 won van Letland.

## Interlands
| Datum            | Plaats                | Wedstrijd                 | Uitslag | Competitie                  | Kreeg geel | Kreeg voor de tweede keer geel en dus rood | Weggestuurd |
| ---------------- | --------------------- | ------------------------- | ------- | --------------------------- | ---------- | ------------------------------------------ | ----------- |
| 25 maart 2018    | Gibraltar             | Gibraltar – Letland       | 1 – 0   | Vriendschappelijk           | 4          | 0                                          | 0           |
| 6 september 2019 | Cardiff, Wales        | Wales – Azerbeidzjan      | 2 – 1   | EK 2020 kwalificatie        | 5          | 0                                          | 0           |
| 17 november 2019 | Vilnius, Litouwen     | Litouwen – Nieuw-Zeeland  | 1 – 0   | Vriendschappelijk           | 3          | 0                                          | 0           |
| 19 november 2019 | Podgorica, Montenegro | Montenegro – Wit-Rusland  | 2 – 0   | Vriendschappelijk           | 2          | 0                                          | 0           |
| 26 februari 2020 | Sofia, Bulgarije      | Bulgarije – Wit-Rusland   | 0 – 1   | Vriendschappelijk           | 0          | 0                                          | 0           |
| 17 november 2020 | Gibraltar             | Gibraltar – Liechtenstein | 1 – 1   | UEFA Nations League 2020/21 | 5          | 0                                          | 0           |
| 31 maart 2021    | Glasgow, Schotland    | Schotland – Faeröer       | 4 – 0   | WK 2022 kwalificatie        | 2          | 0                                          | 0           |
| 28 mei 2021      | Cagliari, Italië      | Italië – San Marino       | 7 – 0   | Vriendschappelijk           | 0          | 0                                          | 0           |

Laatste aanpassing op 29 december 2021